# Babiana framesii
Babiana framesii är en irisväxtart som beskrevs av Harriet Margaret Louisa Bolus. Babiana framesii ingår i släktet Babiana och familjen irisväxter. Inga underarter finns listade i Catalogue of Life.